# Salvatore Palazzotto
Salvatore Palazzotto (Palermo, 5 gennaio 1751 – Palermo, 1º giugno 1824) è stato un imprenditore italiano attivo a Palermo.

## Biografia
Figlio del maestro fabbricatore Baldassare (Messina?, 1717 circa - Palermo, 1760), e di Antonina Pellicani, pure plausibilmente appartenente ad un'attiva famiglia di imprenditori edili dell'epoca, discenderebbe, secondo tradizione familiare, dalla famiglia Palazzotto di Messina, il cui ramo trasferitosi alla fine del XVII secolo a Catania si era distinto in architettura con Girolamo Palazzotto e Giuseppe Palazzotto.
Sposa nel 1776 Giuseppina Pallotta con cui ha undici figli, tra i quali ricordiamo mons. Baldassare Palazzotto (1777-1858), ornitologo e uno dei primi direttori della Biblioteca Comunale di Palermo; Gaetano, padre del bibliografo Gaetano Palazzotto; Vincenza, che sposa il maestro fabbricatore Francesco Torregrossa dai quali nascerà l'architetto Rosario Torregrossa; e l'architetto Emmanuele Palazzotto (1798-1872) che sposerà la baronessa Maria Angela Martinez Napoli segnando un passo decisivo nell’ascesa sociale del suo ramo familiare da cui discenderà la dinastia degli architetti Palazzotto di Palermo. 
Ricordato da Agostino Gallo intorno al 1838 come "buon capomaestro", assume il prestigioso ruolo di Capomaestro della Real Casa, o della Regia Corte nella cui veste opera a fianco, e con la direzione, dell'architetto Giuseppe Venanzio Marvuglia all'interno di vari cantieri reali, su commissione dei Borbone.
Tra gli altri, sempre con la guida di Marvuglia, sarà impegnato nella Reale Palazzina alla Cinese, nel parco della Favorita di Palermo, ove fu l'autore dell'acquedotto che incanalò le acque della famosa sorgente del Gabriele (1799-1800), nel Palazzo Reale di Palermo intorno al 1813, e nella "Torre della Milinciana", ovvero nel caseggiato a servizio del feudo di Boccadifalco del principe ereditario Francesco di Borbone (primo quarto del XIX secolo).
Non mancarono commissioni di importanti famiglie aristocratiche cittadine, tra cui i principi di Pantelleria, per alcuni lavori nello scalone di accesso alla villa nella piana dei Colli di Palermo (1812), e i principi Ventimiglia di Belmonte per i principali lavori di costruzione della villa all'Acquasanta (1799-1804).
"L'integrazione di Salvatore Palazzotto nel ceto dirigente, aristocratico ed imprenditoriale contribuirà in maniera determinante alla formazione del figlio Emmanuele Palazzotto, e favorirà le relazioni professionali di quest'ultimo nell'elitaria cerchia dei professionisti palermitani".
Non sarà stato estraneo a ciò il fatto che uno dei principali maestri del figlio Emmanuele Palazzotto sia stato proprio Alessandro Emmanuele Marvuglia, figlio di Giuseppe Venanzio con cui spesso collaborò.
D'altronde che il figlio trovasse terreno fertile in famiglia per la propria formazione culturale è dimostrato da un volume conservato nella biblioteca familiare, M. L’Abbé Bossut, Cours de Mathématiques, Paris 1790, in cui è annotato a penna: "Ex libris Palazzotto 1797", attestante l'appartenenza plausibilmente a lui o al figlio primogenito Baldassare, fratello di Emmanuele.